# 茶山站 (广深铁路)
茶山站位于中国广东省东莞市茶山镇，为广深铁路Ⅲ/Ⅳ线上的车站。现为广深铁路股份广州车务段管辖的四等站，仅办理货运业务。

## 历史
根据资料推测，茶山站建站时间约为1930年前后。初为乘降所，1951年后扩建为车站。
1980年代广深铁路建设复线时，茶山站迁至现址并进行扩建。2003年9月广州东至深圳的8443/8444次列车停运后，车站停办客运业务。

## 图集

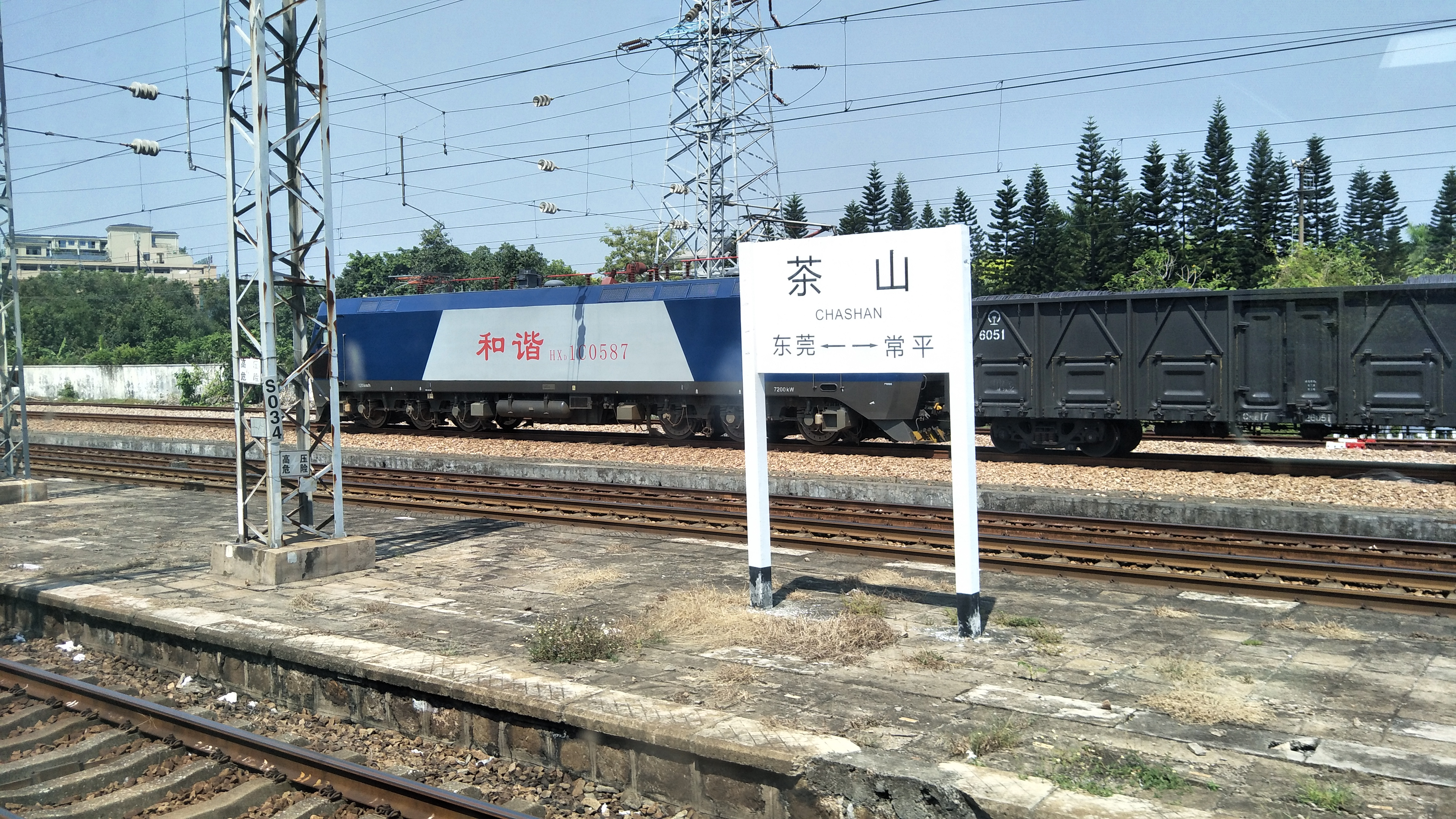
月台
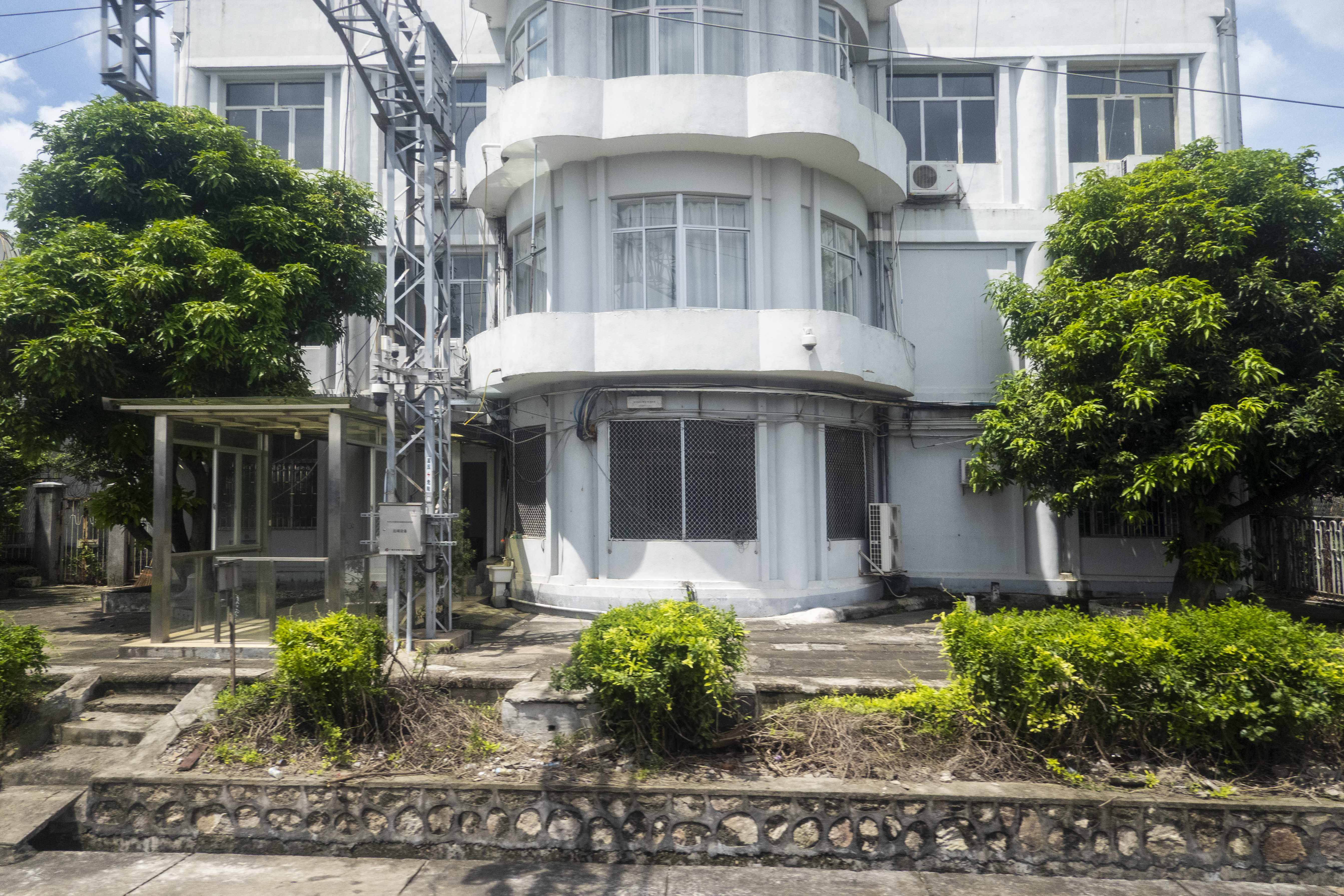
站房